# Arxiu del Consolat de Mar de Barcelona
Arxiu del Consolat de Mar de Barcelona és el conjunt de documentació produïda pel Consolat de Mar de Barcelona.
La documentació procedent de l'Arxiu del Consolat de Mar de Barcelona que ha pogut ser salvada es troba repartida actualment entre diverses institucions, entre les quals es troba la Biblioteca de Catalunya (on resten 79 volums), l'Institut Municipal d'Història de Barcelona (amb 17 volums, procedents de la biblioteca de l'historiador Francesc Carreras i Candi) i l'Ateneu Barcelonès (amb 24 volums). La documentació coneguda comença l'any 1401 i continua fins a l'any 1714. Els llibres que han pogut salvar-se es refereixen a privilegis i ordinacions, deliberacions del Consell dels Vint, registre de lletres, pariatge, àpoques i albarans, matrícula de mercaders, capbreus, obres de la drassana, processos, seguretats, caucions i penyores. L'any 1714 la instauració de la dinastia Borbònica i l'aplicació del decret de Nova Planta el 1716 i el seu posterior desenvolupament el 1718, significà l'abolició de les institucions pròpies del Principat. Foren suprimits tots el consolats de mar dels Països Catalans, excepte els de Mallorca i de Barcelona, aquest tanmateix no arribà a actuar amb normalitat fins a la delimitació de jurisdicció amb la marina reial (1756) i la reorganització del 1758, demanades pel comerç barceloní paral·lelament a l'establiment del cos de comerç i la creació de la Junta de Comerç. La documentació del consolat de comerç, dels anys 1715-1868, es troba a l'Arxiu General de la Corona d'Aragó. Durant la seva història, el Consolat de Mar fou foragitat de l'edifici de Llotja de Mar, i l'arxiu patí una primera crisi i no se’n tornà a saber res fins que la Junta de Comerç el 1758 s'instal·là a l'antiga seu del Consolat i el recuperà. La bibliografia sobre la institució del Consolat de Mar descriu com el seu arxiu va romandre a l'edifici de la Llotja fins a les darreries del segle xix, trobant-se el 1868 en complet abandó i, més endavant, entre el 1847 i 1906, l'arxiu acabà dispersant-se.